# أويوريدوندو
بلدية أويوريدوندو (بالإسبانية: Hoyorredondo) هي بلدية تقع في مقاطعة آبلة التابعة لمنطقة قشتالة وليون وسط إسبانيا.

## الديموغرافيا
يبلغ عدد سكان بلدية أويوريدوندو 87 نسمة عام 2011 (وفقاً للمعهد الوطني للإحصاء الإسباني).
| 133 | 123 | 116 | 108 | 97 | 91 | 87 |